# ظاهرة جود-باسدو
ظاهرة جود-باسدو أو ظاهرة جود - باسيدو أو ظاهرة يود - باسيدوف (بالإنجليزية: Jod-Basedow phenomenon)‏ أو متلازمة جود-باسدو (بالإنجليزية: Jod-Basedow syndrome)‏ أو تأثير جود-باسدو (بالإنجليزية: Jod-Basedow effect)‏ هو فرط نشاط الغدة الدرقية بعد تناول اليود أو يوديد، إما كمكمل غذائي أو كمادة تباين.
هذه الظاهرة هي فرط نشاط الغدة الدرقية الناجم عن اليود، وعادة ما تظهر في مريض تضخم الغدة الدرقية المتوطن (بسبب نقص اليود)، الذين ينتقلون إلى منطقة جغرافية غنية باليود. و تظهر أيضا في الأشخاص الذين يعانون من داء غريفز، أو تضخم الغدة الدرقية السامة متعددة العقيدات، وهناك أنواع مختلفة من أورام الغدة الدرقية الحميدة التي تكون عرضة لخطر جود-باسدو عند تناول اليود بجرعة زائدة. كما تم اعتبار تأثير جود -باسدو كأثر جانبي جراء إعطاء عوامل التباين التي تحتوي على يود، أو الأميودارون، و هو دواء مضاد اضطراب النظم.
لايحدث تأثير جود-باسدو في الأشخاص ذوى الغدة الدرقية الطبيعية عندما يتناولون اليود بكمية كبيرة بأي شكل من الأشكال.
سمي تأثير جود-باسدو باسم الكلمة الألمانية يود «جود» (تكتب كل الحروف بحروف كبيرة في اللغة الألمانية)، بالإضافة الي اسم كارل أدولف فون باسدو، الطبيب الألماني الذي وصف أول تأثير.
يحدث تأثير جود-باسدو عادة عند زيادة اليود بنسبة صغيرة في المرضى الذين يعانون من شذوذ في الغدة الدرقية، ينتج عنه عمل الغدة الدرقية بدون سيطرة الغدة النخامية (الغدة الدرقية لايتم قمعها عادة من قبل هرمون الغدة الدرقية نتيجة فقدان الهرمون المنبه الدرقية الذي يفرز من الغدة النخامية). إن ظاهرة جود-باسدو هي عكس تأثير وولف-تشيكوف، الذي يشير إلى قمع هرمون الغدة الدرقية لمدة قصيرة، ويحدث في الأشخاص العاديين والأشخاص الذين يعانون من أمراض الغدة الدرقية، وذلك عند تناول اليود أو اليوديد بكميات كبيرة.
ومع ذلك، (فعلى عكس تأثير وولف-تشيكوف)، فان تأثير جود-باسدو لا يحدث في الأشخاص ذوي الغدة الدرقية الطبيعية، حيث يتم التحكم في هرمون الغدة الدرقية عن طريق إفراز الهرمون المنبه للدرقية من الغدة النخامية (هذا الهرمون هو المسئول عن منع حدوث فرط في نشاط الغدة الدرقية عندما يتم تناول اليود بكميات اضافية)
و يجب التفريق بين ظاهرة جود-باسدو و مرض باسدو، الذي يستخدم لوصف مرض غريفز.

## التاريخ
سميت باسم الطبيب الألماني كارل أدولف فون باسدو.